# Anisomyces papilloideoseptatus
Anisomyces papilloideoseptatus är en svampart som först beskrevs av Henn., och fick sitt nu gällande namn av Theiss. & Syd. 1914. Anisomyces papilloideoseptatus ingår i släktet Anisomyces och familjen Valsaceae.   Inga underarter finns listade i Catalogue of Life.